# Liste chinesischer Ebenen

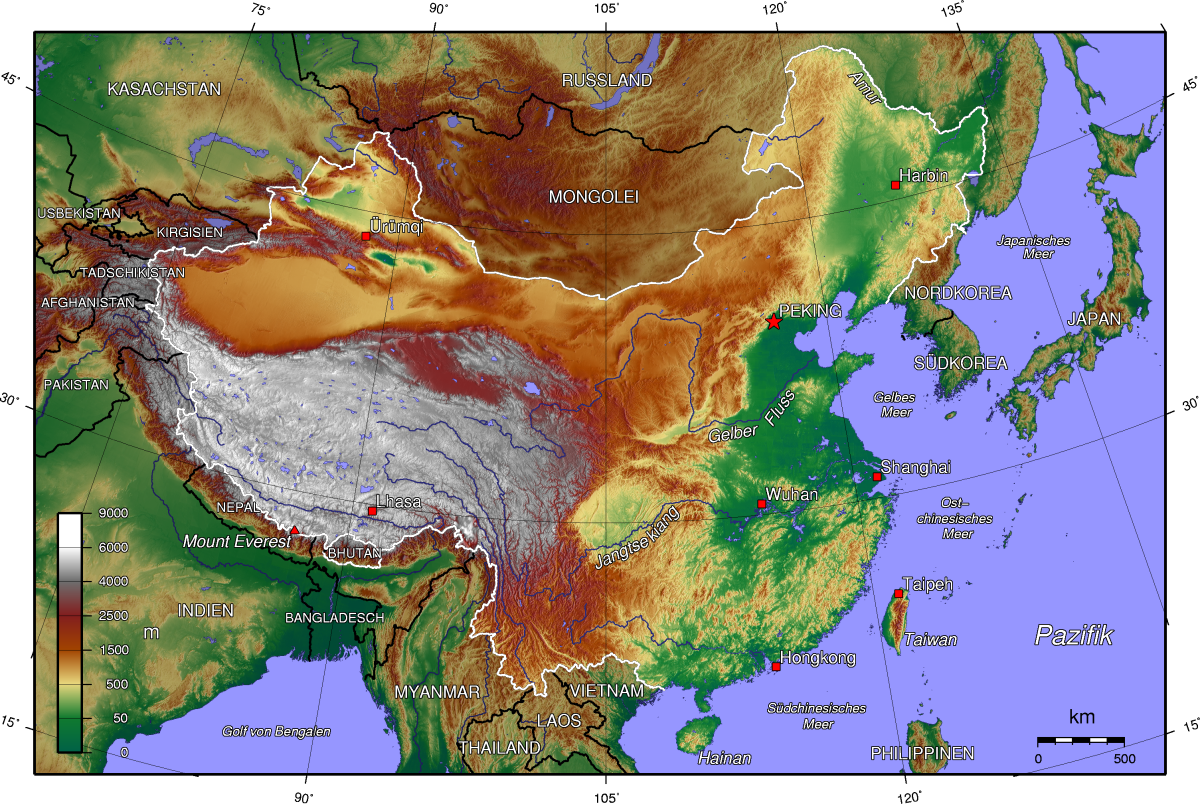
Topographische Karte von China

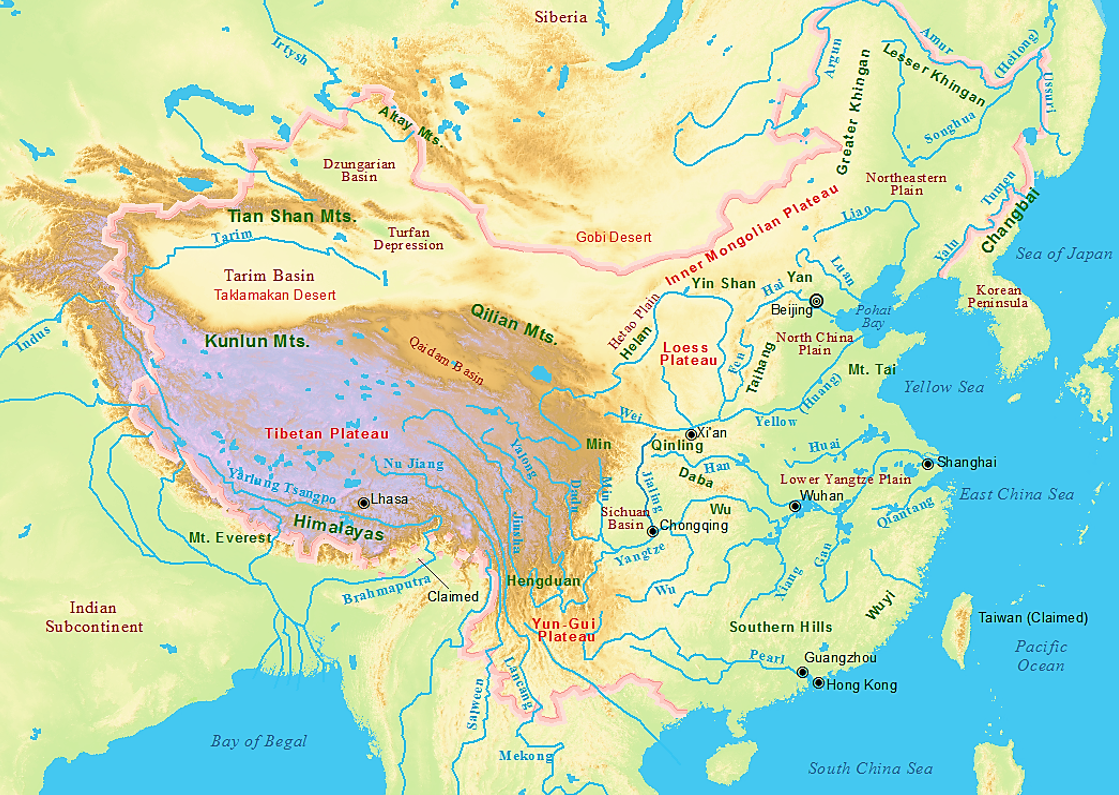
Geografie Chinas

Dies ist eine Liste chinesischer Ebenen. Sie ist untergliedert nach Nordostchinesische Ebene (Dongbei pingyuan 东北平原), Nordchinesische Ebene (Huabei pingyuan 华北平原), Ebene am Mittel- und Unterlauf des Jangtsekiang (Chang Jiang zhong-xiayou pingyuan 长江中下游平原), Ebene an der Südost-Küste (Dongnan yanhai zhu pingyuan 东南沿海诸平原), Ebene am Mittel- und Oberlauf des Gelben Flusses (Huang He) (Huang He zhong-shangyou zhu pingyuan 黄河中上游诸平原) und sonstige. Dabei erfolgen entsprechend den topographischen Unterschieden weitere Einteilungen. Die folgenden Übersetzungen der chinesischen Begriffe versuchen sich so eng wie möglich an die chinesischen Bezeichnungen anzulehnen:

## Nordostchinesische Ebene
- Sanjiang-Ebene (Sanjiang pingyuan 三江平原)
- Song-Nen-Ebene (Song-Nen pingyuan 松嫩平原)
- Liao-He-Ebene (Liao He pingyuan 辽河平原)

## Nordchinesische Ebene
- Hai-He-Ebene oder Hebei-Ebene (Hai He pingyuan 海河平原)
- Huang-He-Delta (Huang He sanjiaozhou 黄河三角洲)
- Jiaolai-Ebene (Jiaolai pingyuan 胶莱平原)
- Huai-He-Ebene (Huai He pingyuan 淮河平原)

## Ebene am Mittel- und Unterlauf des Jangtsekiang
- Lianghu-Ebene (Lianghu pingyuan 两湖平原)
- Poyang-Ebene (Poyang pingyuan 鄱阳平原)
- Zentral-Anhui-Ebene (Wanzhong pingyuan 皖中平原)
- Jangtsekiang-Delta (Chang Jiang sanjiaozhou 长江三角洲)
- Tai-Hu-Ebene (Tai Hu pingyuan 太湖平原)
- Hangjiahu-Ebene (Hangjiahu pingyuan 杭嘉湖平原)
- Dongting-Hu-Ebene (Dongting Hu pingyuan 洞庭湖平原)
- Jiang-Han-Ebene (Jiang-Han pingyuan 江汉平原)
- Ganfu-Ebene (Ganfu pingyuan 赣抚平原)
- Liyang-Ebene (Liyang pingyuan 澧阳平原)

## Ebene an der Südost-Küste
- Ningshao-Ebene (Ningshao pingyuan 宁绍平原)
- Wenhuang-Ebene (Wenhuang pingyuan 温黄平原)
- Fuzhou-Becken (Fuzhou pendi 福州盆地)
- Xinghua-Ebene (Xinghua pingyuan 兴化平原)
- Quanzhou-Ebene (Quanzhou pingyuan 泉州平原)
- Zhangzhou-Ebene (Zhangzhou pingyuan 漳州平原)
- Chaoshan-Ebene (Chaoshan pingyuan 潮汕平原)
- Perlfluss-Delta (Zhu Jiang sanjiaozhou 珠江三角洲)
- Xun-Jiang-Ebene (Xun Jiang pingyuan 浔江平原)
- Nanliu-Jiang-Delta (Nanliu Jiang sanjiaozhou 南流江三角洲)

## Ebene am Mittel- und Oberlauf des Gelben Flusses (Huang He)
- Huangshui-Tal (Huangshui gudi 湟水谷地)
- Yinchuan-Ebene (Yinchuan pingyuan 银川平原)
- Hetao-Ebene (Hetao pingyuan 河套平原)
- Tumochuan-Ebene (Tumo pingyuan 土默川平原)
- Fen-He-Tal (Fen He gudi 汾河谷地)
- Yuncheng-Becken (Yuncheng pendi 运城盆地)
- Wei-He-Ebene (Wei He pingyuan 渭河平原) bzw. Zentral-Shaanxi-Ebene oder Guanzhong-Ebene (Guanzhong pingyuan 关中平原)
- Guanzhong-Ebene (Guanzhong pingyuan 关中平原), siehe Wei-He-Ebene

## Sonstige
- Chengdu-Ebene (Chenggdu pingyuan 成都平原)
- Hanshui-Tal (Hanshui gudi 汉水谷地)
- Yili-Tal (Yili gudi 伊犁谷地)
- Gansu-Korridor/Hexi-Korridor (Hexi zoulang 河西走廊)